# Sabine Bächle-Scholz

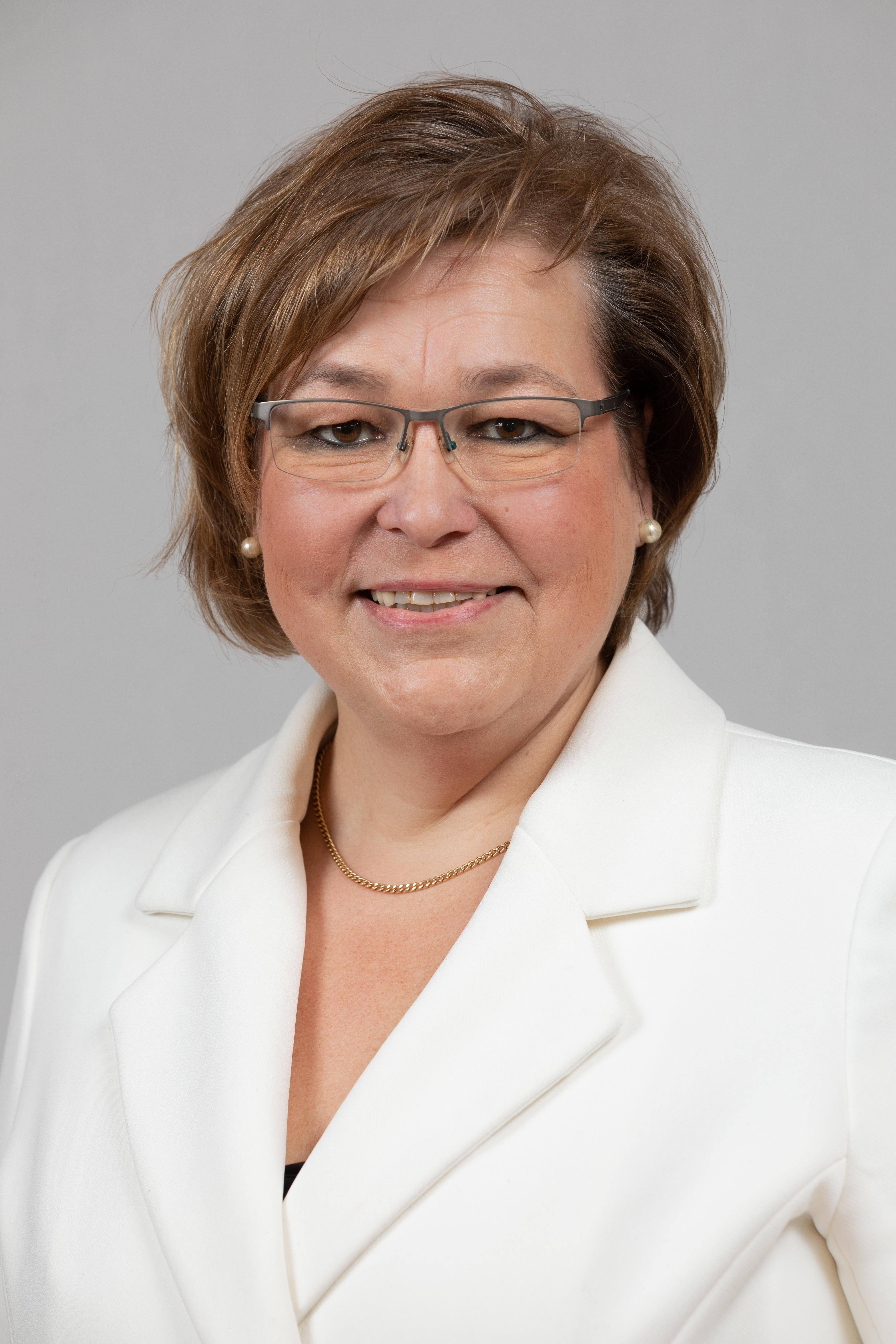
Sabine Bächle-Scholz, 2019

Sabine Bächle-Scholz (* 4. März 1965 in Rüsselsheim) ist eine deutsche Politikerin (CDU). Sie ist verheiratet und lebt in Bischofsheim. Bächle-Scholz ist seit Januar 2012 Mitglied des Hessischen Landtages. Seit 2019 ist sie Sprecherin für Arbeitsmarktpolitik.

## Ausbildung
Bächle-Scholz legte 1984 am Maria-Ward-Gymnasium in Mainz das Abitur ab und studierte danach Sozialarbeit und Sozialpädagogik an der Katholischen Fachhochschule Mainz. Nach dem Ablegen der Diplomprüfung 1988 folgte ein Berufsanerkennungsjahr am Kinderzentrum München in der Klinik der Sozialen Pädiatrie. 1990 erfolgte die staatliche Anerkennung als Diplom-Sozialpädagogin, eine Weiterbildung in der Montessori-Heilpädagogik und eine Tätigkeit im klinischen Sozialdienst des Kinderzentrums München.
1991 wechselte Bächle-Scholz zum Jugendamt der Stadt Mainz. Dort war sie zunächst Leiterin des Spielmobils. Anschließend arbeitete sie im Pflegekinderwesen. Von 1997 bis 2011 war sie im Allgemeinen Sozialen Dienst der Stadt Mainz tätig. Ihr Schwerpunkt lag im Bereich der Maßnahmen der Jugendhilfe.

## Politik
Bächle-Scholz ist seit 1994 Mitglied der CDU.
Von 1995 bis 1999 war sie stellvertretende Ortsvorsitzende in Bischofsheim (Mainspitze). 1999 wurde sie Gemeindeverbandsvorsitzende. Sie gehört den CDU-Vorständen des Kreises Groß-Gerau und des Bezirksverbandes der CDU Südhessen an.
1997 wurde sie Mitglied der Christlich-Demokratischen Arbeitnehmerschaft (CDA). Seit 2002 ist sie Kreisvorsitzende der CDA Groß-Gerau, von 2007 bis 2013 war sie Bezirksvorsitzende der CDA Südhessen und seit 2013 ist sie stellvertretende Landesvorsitzende der CDA Hessen.
Ferner ist sie 2016 zur stellvertretenden Landesvorsitzenden der Frauen Union Hessen gewählt worden.
1993 wurde Bächle-Scholz erstmals Mitgliede der Gemeindevertretung in Bischofsheim. Nach der Kommunalwahl 2016 wurde sie zur Vorsitzenden der Gemeindevertretung gewählt.
1997 zog sie in den Kreistag Groß-Gerau ein, in dem sie seit 2009 stellvertretende Vorsitzende der CDU-Kreistagsfraktion deren sozialpolitische Sprecherin sie auch ist.
Bächle-Scholz ist am 1. Januar 2012 in den Hessischen Landtag nachgerückt. Bei der Landtagswahl am 22. September 2013 wurde sie im Wahlkreis 47 (Groß-Gerau I) als Direktkandidatin wieder in den Landtag gewählt. Auch 2018 und 2023 wurde sie wiedergewählt.
In der 18. Legislaturperiode war sie Mitglied in den Ausschüssen: Enquetekommission Migration und Integration in Hessen, Petitionsausschuss, Sozialpolitischer Ausschuss und im Landesjugendhilfeausschuss.
In der derzeitigen Legislaturperiode ist sie Mitglied in den Ausschüssen: Bildungspolitischen Ausschuss, Ausschuss für Soziales und Integration, Europaausschuss. Darüber hinaus war sie bis zu deren Abschluss im April 2018 Vorsitzende der Enquetekommission „Bildung, kein Kind zurücklassen“.
Seit August 2012 ist sie Vorsitzende der Arbeitnehmergruppe (CDA) der CDU-Landtagsfraktion Hessen.